# Second Life
Second Life (SL) (Секънд Лайф – прев. от англ. Втори живот) е виртуален свят в Интернет, създаден от Linden Lab на 23 юни 2003 г.
Достъпът до SL се осъществява чрез безплатна програма наречена Viewer, която позволява на потребителите наречени жители (residents), да взаимодействат помежду си чрез аватари. Посетителите могат да се срещат с други жители, да общуват помежду си, да участват в индивидуални и групови дейности, и да създават собствен бизнес или търговия с виртуални имоти и услуги, както и да пътуват по целия свят. В SL потребителите могат да се разплащат с виртуални пари наречени Линден долари (L$), които имат реална стойност (около 300 L$ за 1 евро)
В софтуера на SL е вграден триизмерен инструмент за моделиране, която позволява изграждане на виртуални обекти. В комбинация с език за програмиране наречен LSL (Linden Scripting Language), могат да се създават интерактивни обекти с разширена функционалност, които потребителят може да контролира, както и да комуникира с тях. По-сложните триизмерни скулптури наречени скулптурни примове (от sculpted prim или разговорно, известни като „sculpties“), текстурите за дрехи и други предмети, както и анимации и жестове могат да бъдат създадени с помощта на външни програми. Едно от правилата на SL е, че потребителите запазват авторските права за всяко съдържание, които те създават.

## Аватари
Регистрацията в Second Life е безплатна и няма такса за аватара с който потребителя разполага. Съществува т.нар. членството – премиум (Premium) (което обаче не е задължително. За него се доплаща 9.95 $ на месец. Чрез премиум-членството Linden Lab изплаща автоматично стипендия в размер на L$ 300 седмично в сметката на потребителя, също така потребителя получава малка част земя, която той може да използва за свои нужди или да отдава под наем. Въпреки това, по-голямата част от потребители на SL използват безплатното членство.
Аватарите могат да приемат всяка една форма, каквато потребителите им придадат (човек, животно, растение, робот и др. или комбинации от тях). По-напредналите потребители могат дори да им придадат реалния си образ (чрез моделиране по снимка и др. техники). В SL един човек може да има няколко аватара, които да използва за различни цели.
Аватарите могат да комуникират, както чрез чат (локален, групов и персонален), така и гласово. Възможно е изпращането на файлове, споделянето на снимки и други обекти от SL.

## Икономика
Second Life има вътрешна икономика и валута. Линден доларите (L$) могат да се използват за покупко-продажби на стоки, наеми на земя, търговски услуги с други потребители. Виртуалните стоки включват сгради, превозни средства, обекти от всякакъв вид, анимации, облекло, кожи, коса, бижута, растения, животни, и произведения на изкуството. Услугите включват „къмпинг“ (стоене някъде срещу пари, плаща се за време), за труд, за управление на бизнес, забавления и създаване на съдържание по поръчка напр. моделиране, текстуриране, писане на скриптове, анимиране.
L$ могат да бъдат закупени с долари, евро и други валути на борсата LindeX предоставена от Linden Lab, от независими брокери (като eldexchange Архив на оригинала от 2011-02-02 в Wayback Machine.) или от други потребители. Според данни, публикувани от Linden Lab, около 64 000 потребители са реализирали печалба в Second Life през февруари 2009 г., от които 38 524 са спечелили по-малко от 10$, а 233 повече от 5000 $.  Печалбите са реализирани от продажбата на виртуални стоки, отдаване на земя под наем, както и други услуги.

## Земя
Потребителите в SL могат да притежават земя. Това се осъществява по два начина:
- Без да се използва премиум членство, като за това трябва да се плаща месечен наем на собственика;
- Чрез премиум членство – дава се възможност на потребителите да притежават земя (до 512 м ², чиито разходи се покриват от наличната сметка).

Цените на наемите са най-различни, зависят от посещаемостта на региона и неговото стратегическо значение. Започват от около 50 – 100 L$ на семица, като достигат до хиляди L$. На най-високо ниво, собственикът плаща на компанията Linden Lab $ 295 за 65 536 м ². Всяка земя, трябва първо да бъде закупена от Linden Lab за да може да бъде отдавана под наем.
Бизнесът със земя в SL може да бъде много печеливш, ако се избере правилна стратегия, но и неуспешен, ако се закупуват региони със слаба посещаемост, които са непривлекателни за потребителите. Всеки потребител може сам да решава, какво ще прави с даден участък земя, след като го закупи или вземе под наем. Най-често се строят магазини в които се продават виртуални стоки, правят се заведения или клубове, организират се различни социални дейности, някои от които привличат хиляди потребители, ако са успешни.

### Видове земя
| Допълнителна земя                                                                    | Площ на парцела (m2) | Размери на парцела (m) | Максимален брой примове |
| ------------------------------------------------------------------------------------ | -------------------- | ---------------------- | ----------------------- |
| 1⁄128 от регион на континент                                                         | 512                  | 22×22 (16×32)          | 117                     |
| 1⁄64 от регион на континент                                                          | 1024                 | 32×32                  | 234                     |
| 1⁄32 от регион на континент                                                          | 2048                 | 44×44 (32×64)          | 468                     |
| 1⁄16 от регион на континент                                                          | 4096                 | 64×64                  | 937                     |
| 1⁄8 от регион на континент                                                           | 8192                 | 90×90 (64×128)         | 1875                    |
| 1⁄4 от регион на континент                                                           | 16 384               | 128×128                | 3750                    |
| OpenSpace                                                                            | 65 536               | 256×256                | 750                     |
| 1⁄2 от регион на континент                                                           | 32 768               | 181×181                | 7500                    |
| Homestead (Земя на заселници)                                                        | 65 536               | 256×256                | 3750                    |
| 1 регион на континент                                                                | 65 536               | 256×256                | 15 000                  |
| +1⁄2 от регион на континент (когато вече е на ниво от 195 щатски долара)             | 32 768               | 181×181                | 7500                    |
| Собствен остров на сървърна технология отпреди 2007 година (покупка само втора ръка) | 65 536               | 256×256                | 15 000                  |
| Собствен остров на текущата сървърна технология                                      | 65 536               | 256×256                | 15 000                  |

## Техническа част

### Сървър
Всеки един регион в Second Life (наречен още симулатор, с размер 256x256 метра) е разположен на един сървър. Няколко по-ненатоварени региона могат също да се поемат от един сървър. Скриптовете се изпълняват от виртуалната машина на SL която работи във всеки един симулатор и осигурява комуникацията между аватарите и:обектите, присъстващи в региона.
Всеки елемент в симулатора разполага с идентификационен номер (UUID). Това са формите на 3D обектите известни, като prims, текстурите им, :аудио и видео файлове, форма на аватарите и външен вид, текстурите за кожата, LSL скриптове, информация написана на текстови файлове, и т.н.
Обектите в симулатора могат да бъдат „нефизически“ – пасивни и недвижими, или „физически“ – подвижни, податливи на гравитацията и на други сили, напр. вятър. Сложните форми могат да бъдат свързани заедно в групи, до 255 отделни обекта. Освен това, всеки аватар се разглежда, като „физически“ обект, така че да може реалистично да взаимодейства с други физически обекти в света
Linden Lab използва свободен софтуер с отворен код, като Apache, MySQL, Squid и Linux.

### Клиент
Linden Lab разполага със собствен клиент за достъп до виртуалния свят. Това е програмата наречена SL Viewer. Освен нея, на разположение на потребителите са и други програми, създадени от други софтуерни разработчици, несвързани с Linden Lab. Някои от тях са Phoenix Viewer, Imprudence, Ascent и др. Всеки от тях има различни опции и възможности, като по-висока скорост или разширена функционалност. Създадени са и клиенти за мобилни устройства, с по-ограничени възможности. Общо взето потребителите избират този софтуер, който най-добре задоволява желанията им. Списък на най-известните независими от Linden Lab програми за достъп до SL може да се намери тук.
SL използва OpenGL за рендъринг на :графика, което го прави универсален и по този начин софтуера може да се използва на всяка една операционна система.
Всички клиенти са с отворен код и могат да бъдат свободно модифицирани от потребители, които желаят да разширят функционалността им.

## Образование
Има стотици региони, които се използват за образователни цели, покриващи най-различни теми например химия. Поне 300 университета по света правят обучителни курсове или водят изследване в SL. Някои от тях са Харвардският университет, Нюйоркският университет. Second life се използва като място за обучение на чуждестранни езици. Английски език, което включва Британския съвет, института по испански език и култура Институт Сервантес и Гьоте Институт. Списъкът с образователни проекти може да се намери на сайта на simteach.
Second life на два пъти е забраняван от калифорнийска образователна институция (по специално университета Уудбъри Woodbury University) през 2007 и 2010 година. Причината за това е осмиването на Съветския съюз и реплика от Берлинската стена.